# Saturniini
De Saturniini zijn een geslachtengroep van vlinders van de familie nachtpauwogen (Saturniidae).

## Geslachten
- Actias
- Agapema
- Antheraea
- Antheraeopsis
- Argema
- Caligula
- Ceranchia
- Chrysodesmia
- Copaxa
- Cricula
- Eriogyna
- Eudia
- Graellsia
- Lemaireia
- Loepa
- Neodiphthera
- Neoris
- Opodiphthera
- Pararhodia
- Perisomena
- Rhodinia
- Saturnia
- Solus
- Syntherata